# Черноус Віктор Миколайович
Віктор Миколайович Черноус (нар. 9 жовтня 1984, Вінниця, Україна) — український професійний боксер.

## Біографія
Навчався у місті Вінниці в середній загальноосвітній школі №11. Після закінчення школи вступив до Вінницького торговельно-  економічного університету КНТУ

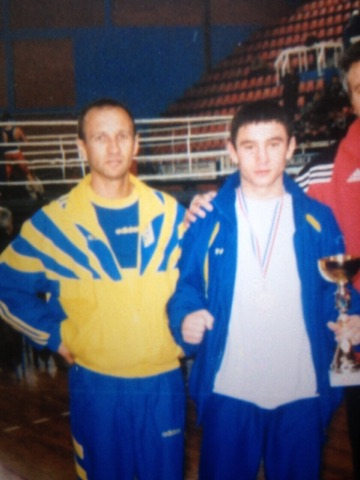

Провів 217 поєдинків в яких 189 здобув перемогу
Був членом національної збірної України, Чемпіон України.
Переможець багатьох національних та міжнародних турнірів. Учасник чемпіонату світу Куба, Гавана. 
Переможець: 
- Чемпіонату України
- Молодіжних ігор України
- Кубка Балатону, Угорщина.2002
- Кубка Чорного Моря.Севастополь.2002
- Міжнародного турніру братів Кличко, м. Бердичів.2002
- Міжнародного турніру в Сербії, Золоті рукавички.2003.
- Міжнародного турніру у Росії, Нерюнгрі 2004
- Міжнародного турніру братів Кличко, м.Київ 2005
- Матчевої зустрічі Україна-Корея, 2006 м.Севастополь
- Міжнародного турніру в Нідерландах 2007 р

Призер: 
- Міжнародного турніру Бидгош, Польща.2002[4]
- Кубка Норвегії 2005
- Фіналіст міжнародного турніру Польща, Вроцлав 2003[4]
- фіналіст Міжнародного турніру, Кличко м.Бердичів 2003.
- Фіналіст Кубка Чорного моря.Судак 2003.[5]
- Фіналіст Кубка Норвегії 2004.
- Фіналіст Міжнародного турніру на призи Кличко 2006

## Кар'єра професіонала

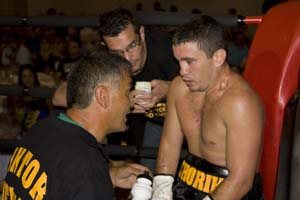
Viktor Chernous

В 2008 році розпочав професійну кар'єру в Австралії
Провів 18 поєдинків: 15 перемог, 2 поразки, 1 нічия
В 2010 році отримав  титул чемпіона Австралії у місцевого боксера Джемса Гілтроу.
В 2011 році переміг  чемпіона Нової Зеландії і відібрав  два пояси  WBO interim WBO Pacific,  якими володів  Новозеландець
В 2011 році посів 1-місце в рейтингу Oriental Asia Pacific Federation та  7-місце в рейтингу WBO ASIA